# Richthofen-Pass
Der Richthofen-Pass ist ein 1,5 km breiter Gebirgspass an der Oskar-II.-Küste des Grahamlands auf der Antarktischen Halbinsel. Er verläuft zwischen Mount Fritsche und einer Felswand nördlich des McCarroll Peak.
Teilnehmer der Schwedischen Antarktisexpedition (1901–1903) unter der Leitung Otto Nordenskjölds entdeckten und fotografierten ihn 1902. Nordenskjöld hielt die Formation für ein Tal und benannte es nach dem deutschen Geografen und Geologen Ferdinand von Richthofen (1833–1905). Die eigentliche Natur eines Gebirgspasses klärte der Falkland Islands Dependencies Survey im Jahr 1955 auf.